# Canadian Screen Award
De Canadian Screen Award is een filmprijs die wordt uitgereikt door de Academy of Canadian Cinema & Television. De prijs wordt beschouwd als de meest prestigieuze prijs in de Canadese film- en televisieindustrie, en wordt gezien als het Canadese equivalent van de Amerikaanse Academy Award (film) en Emmy Award (televisie).
De prijzen worden sinds 2013 jaarlijks uitgereikt als resultaat van een fusie van de Genie Award (film) en de Gemini Award (televisie).

## Uitreikingsceremonies
| Editie | Datum          |
| ------ | -------------- |
| 1ste   | 3 maart 2013   |
| 2de    | 9 maart 2014   |
| 3de    | 1 maart 2015   |
| 4de    | 13 maart 2016  |
| 5de    | 12 maart 2017  |
| 6de    | 11 maart 2018  |
| 7de    | 31 maart 2019  |
| 8ste   | 25-28 mei 2020 |
| 9de    | 17-20 mei 2021 |
| 10de   | 10 april 2022  |

## Categorieën
In 2021 werden de Canadian Screen Awards in 152 categorieën uitgereikt. Hieronder zijn 28 filmcategorieën, 103 televisiecategorieën, 11 digitale mediacategorieën en 10 speciale prijzen.

### Film
| - Best Motion Picture - Achievement in Art Direction / Production Design - Achievement in Make-Up - Achievement in Costume Design - Achievement in Hair - Achievement in Cinematography - Achievement in Direction - Achievement in Editing - Achievement in Music - Original Score - Achievement in Music - Original Song - Performance by an Actor in a leading role - Performance by an Actor in a supporting role - Performance by an Actress in a leading role - Performance by an Actress in a supporting role | - Achievement in Casting - Achievement in Sound Mixing - Achievement in Sound Editing - Original Screenplay - Adapted Screenplay - Ted Rogers Best Feature Length Documentary - Best Short Documentary - Best Live Action Short Drama - Best Animated Short - Achievement in Visual Effects - Best Cinematography in a Feature Length Documentary - Best Editing in a Feature Length Documentary - John Dunning Best First Feature Film Award - Best Stunt Coordination |

### Televisie
| - Best Drama Series - Best Comedy Series - Best TV Movie - Best News or Information Series - Best Reality/Competition Program or Series - Best Lifestyle Program or Series - Best Social/Political Documentary Program - Best History Documentary Program or Series - Best Talk Program or Series - Best Science or Nature Documentary Program or Series - Best Biography or Arts Documentary Program or Series - Best Documentary Program - Best Animated Program or Series - Best Pre-School Program or Series - Best Children's or Youth Fiction Program or Series - Best Children's or Youth Non-Fiction Program or Series - Best Performing Arts Program - Best Variety or Entertainment Special - Best Local Newscast - Best Factual Series - Best National Newscast - Best News or Information Program - Best Live News Special - Best Entertainment News Program or Series - Best Morning Show - Best Direction, TV Movie - Best Direction, Drama Series - Best Direction, Variety or Sketch Comedy - Best Direction, Comedy - Best Direction, Lifestyle or Information - Best Direction, Documentary Program - Best Direction, Documentary Series - Best Direction, Children's or Youth - Best Direction, Animation - Best Direction, Reality/Competition - Best Direction, Factual - Best Writing, TV Movie - Best Writing, Drama Series - Best Writing, Comedy - Best Writing, Lifestyle or Reality/Competition - Best Writing, Documentary - Best Writing, Children's or Youth - Best Editorial Research - Best Visual Research - Best Writing, Variety or Sketch Comedy - Best Writing, Animation - Best Writing, Factual - Best Photography, Drama - Best Photography, Comedy - Best Photography, Lifestyle or Reality/Competition - Best Photography, Documentary or Factual - Best Photography, News or Information | - Best Picture Editing, Drama - Best Picture Editing, Factual - Best Picture Editing, Documentary - Best Picture Editing, Reality/Competition - Best Picture Editing, Comedy - Best Sound, Fiction - Best Sound, Animation - Best Sound, Non-Fiction - Best Production Design or Art Direction, Fiction - Best Production Design or Art Direction, Non-Fiction - Best Costume Design - Best Achievement in Make-Up - Best Visual Effects - Best Achievement in Hair - Best Original Music, Fiction - Best Original Music, Non-Fiction - Best Original Music, Animation - Best News or Information Segment - Best Lead Actor, Drama Series - Best Lead Actress, Drama Series - Best Guest Performance, Drama Series - Best Supporting Actor, Drama - Best Supporting Actress, Drama - Best Stunt Coordination - Best Performance, Sketch Comedy - Best Performance, Children's or Youth - Best Achievement in Casting - Best News Anchor, National - Best Local Reporter - Best National Reporter - Best Host, Talk Show or Entertainment News - Best News Anchor, Local - Best Host, Live Entertainment Special - Best Host, Lifestyle - Best Performance, Animation - Best Host or Presenter, Factual or Reality/Competition - Best Host or Interviewer, News or Information - Best Lead Actor, Comedy - Best Lead Actress, Comedy - Best Supporting Actor, Comedy - Best Supporting Actress, Comedy - Best Guest Performance, Comedy - Best Lead Performance, TV Movie - Best Sports Analyst - Best Sports Play-by-Play Announcer - Best Sports Host - Best Sports Opening - Best Sports Feature Segment - Best Direction, Live Sports Event - Best Sports Program or Series - Best Live Sports Event |

### Digitale media
| - Best Web Program or Series, Fiction - Best Web Program or Series, Non-Fiction - Best Production, Interactive - Best Lead Performance, Web Program or Series - Best Supporting Performance, Web Program or Series - Best Direction, Web Program or Series | - Best Writing, Web Program or Series - Best Host, Web Program or Series - Best Live Production, Social Media - Best Immersive Experience - Best Video Game |

### Speciale prijzen
| - Lifetime Achievement Award - Academy Icon Award - Radius Award - Earle Grey Award - Academy Board of Directors' Tribute | - Gordon Sinclair Award for Broadcast Journalism - Humanitarian Award - Industry Leadership Award - Margaret Collier Award - Outstanding Media Innovation Award |